# Championnats d'Europe de course en montagne 2006
Navigation
2005 2007
Les championnats d'Europe de course en montagne 2006 sont une compétition de course en montagne qui s'est déroulée le 9 juillet 2006 à Úpice en République tchèque. Il s'agit de la douzième édition de l'épreuve.

## Résultats
La course féminine se dispute sur un parcours comprenant deux boucles pour une longueur de 7,7 km avec 600 m de dénivelé positif. La championne 2004 et athlète locale Anna Pichrtová mène la course du début à la fin, terminant 42 secondes devant la Slovène Mateja Kosovelj. L'Italienne Vittoria Salvini complète le podium. Avec trois athlètes dans le top 8, l'Italie remporte le classement par équipes devant la République tchèque et la France.
La course masculine se dispute sur un parcours de trois boucles pour un total de 11,2 km et 900 m de dénivelé. Un déluge s'abat sur le parcours 5 minutes avant le départ, rendant les conditions piégeuses. Le premier tour est mené par le Turc Selahattin Selçuk et le second tour par le Français Julien Rancon. L'Italien Marco Gaiardo, qui a choisi de changer de chaussures au dernier moment, parvient à prendre l'avantage dans le troisième tour pour remporter la victoire. Selahattin Selçuk termine deuxième devant Julien Rancon. L'Italie remporte également le classement par équipes devant la France et le Royaume-Uni.

### Individuels
| Rang               | Athlète           | Pays        | Temps       |
| ------------------ | ----------------- | ----------- | ----------- |
| Médaille d'or      | Marco Gaiardo     | Italie      | 57 min 42 s |
| Médaille d'argent  | Selahattin Selçuk | Turquie     | 57 min 50 s |
| Médaille de bronze | Julien Rancon     | France      | 57 min 59 s |
| 4                  | Enrique Meneses   | Espagne     | 57 min 59 s |
| 5                  | Gabriele Abate    | Italie      | 58 min 43 s |
| 6                  | Mitja Kosovelj    | Slovénie    | 58 min 53 s |
| 7                  | Andi Jones        | Royaume-Uni | 59 min 3 s  |
| 8                  | Tim Davies        | Royaume-Uni | 59 min 30 s |

| Rang               | Athlète              | Pays     | Temps       |
| ------------------ | -------------------- | -------- | ----------- |
| Médaille d'or      | Anna Pichrtová       | Tchéquie | 41 min 28 s |
| Médaille d'argent  | Mateja Kosovelj      | Slovénie | 42 min 12 s |
| Médaille de bronze | Vittoria Salvini     | Italie   | 43 min 32 s |
| 4                  | Sylvie Claus         | France   | 43 min 53 s |
| 5                  | Marta Fernández      | Espagne  | 44 min 7 s  |
| 6                  | Isabelle Guillot     | France   | 44 min 20 s |
| 7                  | Maria Grazia Roberti | Italie   | 44 min 42 s |
| 8                  | Monica Morstofolini  | Italie   | 44 min 43 s |

### Équipes
| Rang               | Pays                                                                                          | Points |
| ------------------ | --------------------------------------------------------------------------------------------- | ------ |
| Médaille d'or      | Italie Marco Gaiardo (1er) Gabriele Abate (5e) Alberto Mosca (13e) Diego Filippi (24e)        | 19     |
| Médaille d'argent  | France Julien Rancon (3e) Franck Lelut (11e) Jean-Christophe Dupont (12e) Gilles Segris (36e) | 26     |
| Médaille de bronze | Royaume-Uni Andi Jones (7e) Tim Davies (8e) John Brown (20e) Andy Norman (34e)                | 35     |

| Rang               | Pays                                                                                              | Points |
| ------------------ | ------------------------------------------------------------------------------------------------- | ------ |
| Médaille d'or      | Italie Vittoria Salvini (3e) Maria Grazia Roberti (7e) Monica Morstofolini (8e) Elisa Desco (13e) | 18     |
| Médaille d'argent  | Tchéquie Anna Pichrtová (1re) Iva Milesová (9e) Irena Šádková (10e) Táňa Metelková (26e)          | 20     |
| Médaille de bronze | France Sylvie Claus (4e) Isabelle Guillot (6e) Valérie Galland (18e) Patricia Farget (DNF)        | 28     |